# 후안 에스나이데르
후안 에스나이데르(1973년 3월 5일 ~ )는 아르헨티나의 은퇴한 축구 선수이다.

## 국가대표 경력
그는 1995년 아르헨티나대표팀에 데뷔했다. 그는 국제 A매치 3경기에 출전해서 2골을 득점하였다.

## 통계
| 아르헨티나 | 아르헨티나 | 아르헨티나 |
| 연도       | 출전       | 골         |
| ---------- | ---------- | ---------- |
| 1995       | 1          | 2          |
| 1996       | 1          | 0          |
| 1997       | 1          | 0          |
| 합계       | 3          | 2          |